# Balsam från Gilead

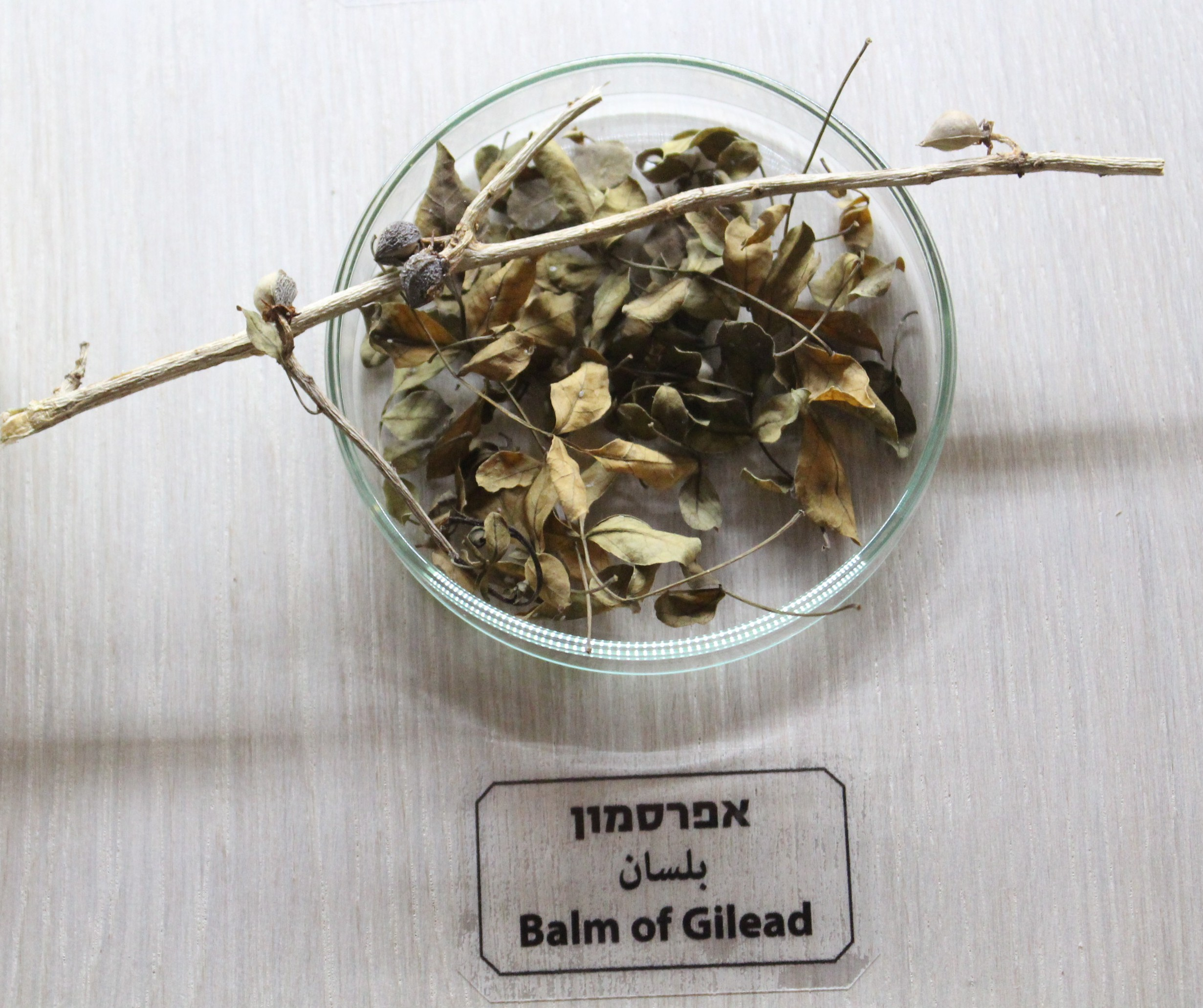
Balsam från Gilead

Balsam från Gilead som nämns i Bibeln var en sällsynt parfym som (även) användes medicinskt. Den ska ha producerats i Gilead-området i nuvarande Jordanien. Uttrycket/benämningen finns i William Tyndales språk i King James Bibel från 1611 och har kommit att beteckna ett universellt botemedel. Trädet eller busken som producerade balsamen identifieras vanligen som Commiphora gileadensis. Vissa botaniska forskare menar att det faktiska ursprunget var ett Terebintträd.
Olika sorters balsam förekommer även från andra regioner och platser, exempelvis Balsam från Mecka, Kanadabalsam, Perubalsam och Tolubalsam.